# Jan Brankatschk
Jan Brankatschk (sorbisch Jan Brankačk; * 25. September 1930 in Räckelwitz; † 18. September 1990 in Leipzig) war ein deutscher Historiker sorbischer Nationalität.
Jan Brankatschk besuchte die Volksschule und war 1945 Landwirtschaftsgehilfe. 1946 besuchte er einen Kurs, in dem er die Sorbische Sprache erlernte, die während des Nationalsozialismus verboten war. Ab 1947 besuchte er die Oberschule und legte 1951 sein Abitur ab. Im selben Jahr begann er mit dem Studium der Geschichte an der Universität Leipzig.
Nach dem Abschluss wurde er 1955 wissenschaftlicher Assistent der Abteilung Geschichte am Sorbischen Institut der Leipziger Universität und bezog eine außerplanmäßige wissenschaftliche Aspirantur. Im selben Jahr wurde er auch Vorstandsmitglied des Bundesvorstandes der Domowina. 1956 erfolgte der Eintritt in die SED. Brankatschks Promotion erfolgte im März 1962 mit einer Arbeit zum Thema Untersuchungen zur Wirtschafts- und Sozialgeschichte der Westslawen zwischen Elbe/Saale und Oder aus der Zeit vom 9. bis zur Mitte des 13. Jahrhunderts bei František Graus und Ernst Werner.
Im Februar 1969 wurde er Dozent für Sorbische Geschichte an der Sektion Geschichte der Karl-Marx-Universität Leipzig. Die Promotion B erfolgte im Dezember 1985 mit einer Arbeit zum Thema Produktionsmittelbesitz, Klassenstruktur, Feudallasten und Rechtslage der werktätigen Landbevölkerung in Grundherrschaften der Lausitzen (1374–1518). Eine Studie zur Lage der Volksmassen im entfalteten Feudalismus und am Vorabend des deutschen Bauernkrieges.